# Adams State University
Die Adams State University ist eine staatliche Universität in Alamosa im Süden des US-Bundesstaates Colorado. An der Hochschule sind 2308 Studenten eingeschrieben. Sie ist ein sogenanntes Liberal Arts College.

## Geschichte
Die Universität wurde 1921 als Adams State Normal School vor allem für die Lehrerausbildung gegründet, genannt nach dem ehemaligen Gouverneur von Colorado William Adams.

## Sport
Die Sportmannschaften der Adams State University sind die Grizzlies. Die Universität ist Mitglied der Rocky Mountain Athletic Conference.

## Trivia
Der nahe Seattle einsitzende Mörder und mathematische Autodidakt Christopher Havens, dessen wissenschaftliche Veröffentlichung zur Zahlentheorie mediale Aufmerksamkeit fand, ist Student der Universität, da zum Abschluss eines dortigen Fernstudienzertifikats im Gegensatz zum Großteil anderer US-Universitäten kein Internetzugang erforderlich ist.

## Persönlichkeiten
- John Salazar – Mitglied des US-Repräsentantenhauses
- Myron Thompson – ehemaliges Mitglied des kanadischen Parlamentes (1993–2008)